# Negligé

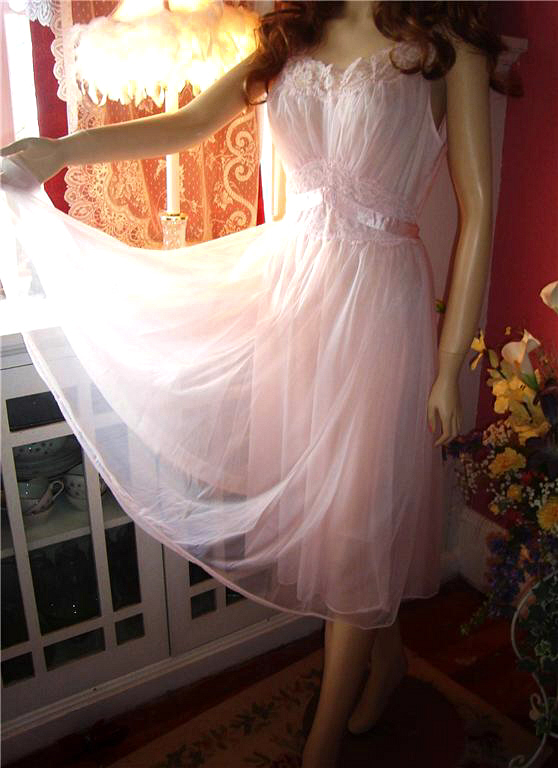
Negligé

Negligé (franska 'inte bry sig om’ eller 'negligera') är ett löst fallande nattplagg för kvinnor, men det används företrädesvis på morgonen direkt efter uppstigandet. Negligén är oftast fotsid och ibland genomskinlig med vid öppen kjoldel. 
Negligén "gömmer" nattlinnet, eller för den delen den bara kroppen. Materialet är till exempel siden, tunn chiffong eller nylon. Negligén har ofta spetsar och volanger. Idag avser termen ofta en transparent morgonrock.
Förr kunde negligé avse en enkel vardagsdräkt för både män och kvinnor, till skillnad mot högtids- och sällskapsdräkt.